# Szilárd Buruczki
Szilard Buruczki est un coureur cycliste hongrois, né le 13 janvier 1979 à Zalaegerszeg. Il participe à des compétitions en VTT, en cyclo-cross et sur route.

## Biographie
En 2008, il intègre l'équipe continentale hongroise Katay. 

## Palmarès sur route
- 2010
  -  Champion de Hongrie de la montagne
- 2011
  - 2e du championnat de Hongrie de la montagne
- 2016
  - 2e du championnat de Hongrie de la montagne

## Palmarès en cyclo-cross
- 2007-2008
  - 2e du championnat de Hongrie de cyclo-cross
- 2009-2010
  -  Champion de Hongrie de cyclo-cross
- 2010-2011
  -  Champion de Hongrie de cyclo-cross
- 2011-2012
  -  Champion de Hongrie de cyclo-cross
- 2014-2015
  - 2e du championnat de Hongrie de cyclo-cross
- 2015-2016
  - 2e du championnat de Hongrie de cyclo-cross
- 2016-2017
  - 3e du championnat de Hongrie de cyclo-cross
- 2017-2018
  - 2e du championnat de Hongrie de cyclo-cross
- 2019-2020
  - 3e du championnat de Hongrie de cyclo-cross

## Palmarès en VTT

### Championnats nationaux
| - 2004 - 2e du championnat de Hongrie de cross-country - 2005 - 2e du championnat de Hongrie de cross-country - 2006 - 2e du championnat de Hongrie de cross-country - 2007 - 2e du championnat de Hongrie de cross-country - 2008 - 2e du championnat de Hongrie de cross-country - 2009 - Champion de Hongrie de cross-country | - 2010 - 2e du championnat de Hongrie de cross-country - 2e du championnat de Hongrie de cross-country marathon - 2011 - Champion de Hongrie de cross-country marathon - 2015 - Champion de Hongrie de cross-country marathon - 2016 - 3e du championnat de Hongrie de cross-country - 2019 - 2e du championnat de Hongrie de cross-country marathon |